# 小鼠胚胎成纖維細胞

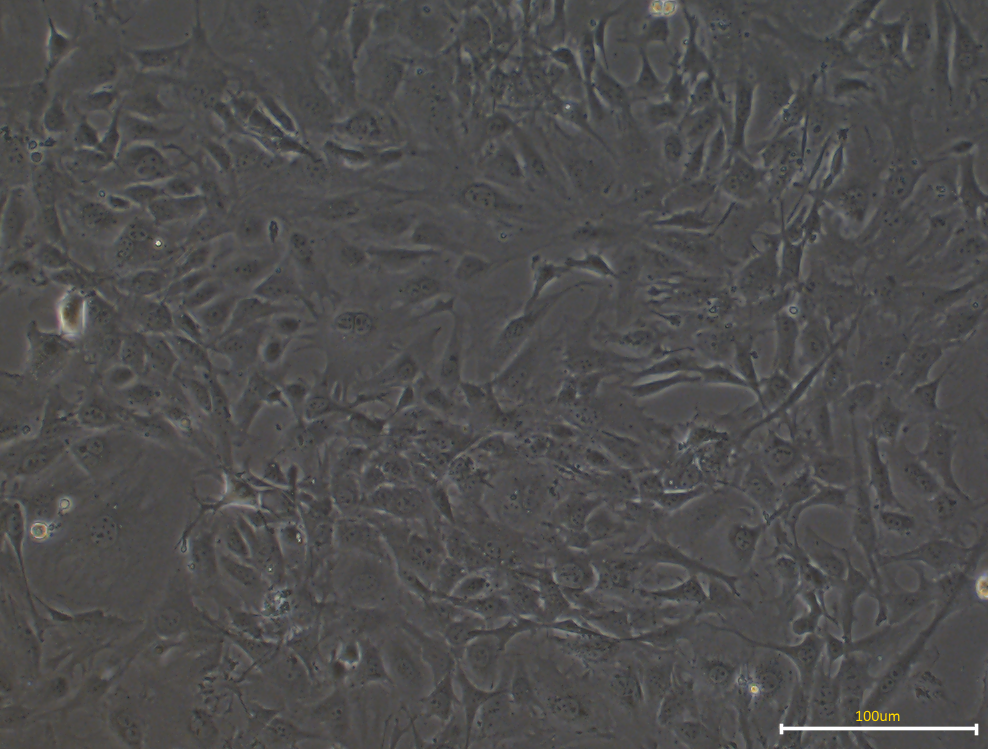
體外培養的MEF細胞（小鼠胚胎成纖維細胞）。此圖係由相差顯微鏡拍攝

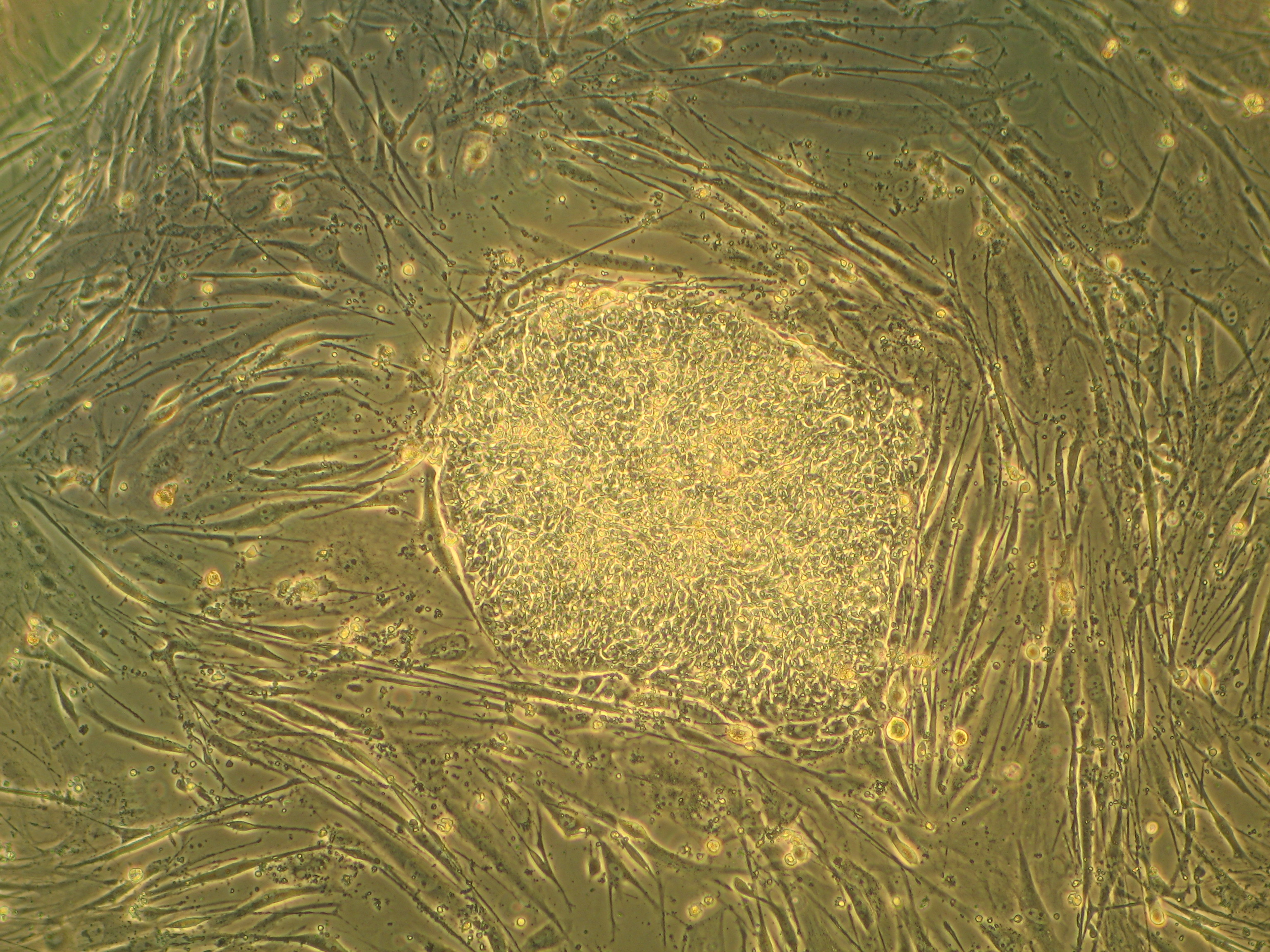
圖爲人胚胎幹細胞。胚胎幹細胞聚集在一起，形成了細胞集落。而幹細胞集落周圍的細長梭形細胞即爲小鼠胚胎成纖維細胞（MEF）

小鼠胚胎成纖維細胞（Mouse Embryonic Fibroblasts (MEF)）是一種自小鼠胚胎中分離而來的成纖維細胞。在體外培養時，MEF細胞和其他類型的成纖維細胞相同，呈現細長的梭形。MEF細胞屬於有限細胞系，在多次傳代後會衰老，增殖生長能力下降，最後逐漸死亡。如果想要使MEF細胞能無限生長分裂，則需要使用一些手段對其進行永生化。目前較爲常用的手段有病毒或病毒因子（如SV40大T抗原）轉化、多次傳代等。經過永生化的MEF細胞可以無限增殖分裂，但性狀也會發生一些改變。
MEF細胞在生命科學研究，尤其是幹細胞研究中扮演着重要角色。實驗室中常用的細胞系之一NIH 3T3即爲永生化的MEF細胞。

## 製備與培養
製備MEF細胞，需要懷孕的小鼠。將懷孕小鼠麻醉後斷頸處死後，在生物安全櫃中使用無菌操作剖開其腹部，將小鼠胚胎取出，並將之與胎盤剝離。小鼠胚胎去掉頭、肝後消毒，然後使用酶進行消化，得懸浮的單個細胞。將這些細胞種入組織培養皿中進行培養，即得原代培養的MEF細胞。體外培養的MEF細胞使用加有10%胎牛血清（FBS）的DMEM培養基培養即可。可以根據需要，加入1%青黴素-鏈黴素以減少細菌污染風險。MEF傳代時，使用胰酶消化細胞，再以1:5的比例將細胞轉入新的培養皿中。

## 應用
1963年，兩名紐約大學醫學部的研究人員，即乔治·托达洛（George Todaro）和哈沃德·格林（Howard Green）通過反覆傳代取得了永生化的MEF細胞。這些細胞經過鑑定、發展，成爲了今日生物實驗室常用的NIH 3T3細胞系
。
經過絲裂黴素或伽瑪射線處理的MEF細胞不再具有分裂能力，可在胚胎幹細胞培養中用作滋養層，分泌信號分子，創建類似於胚胎的微環境，利於胚胎幹細胞在體外生長。2006年，日本學者山中伸彌通過轉入四個山中因子（Klf4、Oct4、Sox2、c-Myc），將MEF細胞重變成爲了與胚胎幹細胞相似的iPS細胞，成功使動物終末分化的細胞脫分化，對幹細胞生物學的基礎研究和應用研究都具有重要意義。